# Acrapex aenigma
Acrapex aenigma là một loài bướm đêm trong họ Noctuidae.